# Saint-Nicolas-de-Sommaire
Saint-Nicolas-de-Sommaire is een gemeente in het Franse departement Orne (regio Normandië) en telt 270 inwoners (1999). De plaats maakt deel uit van het arrondissement Mortagne-au-Perche.

## Geografie
De oppervlakte van Saint-Nicolas-de-Sommaire bedraagt 15,8 km², de bevolkingsdichtheid is 17,1 inwoners per km².
De onderstaande kaart toont de ligging van Saint-Nicolas-de-Sommaire met de belangrijkste infrastructuur en aangrenzende gemeenten.

## Demografie
Onderstaande figuur toont het verloop van het inwonertal (bron: INSEE-tellingen).